# Rodnîkove (Rodnîkove), Simferopol
Rodnîkove (în ucraineană Родникове) este localitatea de reședință a comunei Rodnîkove din raionul Simferopol, Republica Autonomă Crimeea, Ucraina.

## Demografie
Componența lingvistică a localității Rodnîkove
     Rusă (45,3%)
     Tătară crimeeană (43,93%)
     Ucraineană (9,67%)
     Alte limbi (0,27%)
Conform recensământului din 2001, nu exista o limbă vorbită de majoritatea populației, aceasta fiind compusă din vorbitori de rusă (45,3%), tătară crimeeană (43,93%) și ucraineană (9,67%).